# Ilja Alexandrowitsch Kulik
Ilja Alexandrowitsch Kulik (russisch Илья Александрович Кулик, anhörenⓘ; englisch Ilia Kulik; * 23. Mai 1977 in Moskau, Sowjetunion) ist ein ehemaliger russischer Eiskunstläufer, der im Einzellauf startete. Er ist der Olympiasieger von 1998 und der Europameister von 1995.
Kulik begann im Alter von fünf Jahren mit dem Eiskunstlaufen. Seine Trainerin war Tatjana Tarassowa. Seine Karriere war kurz, aber erfolgreich. Bei seiner ersten Europameisterschaft wurde er als amtierender Juniorenweltmeister in Dortmund sogleich Europameister und bei seiner zweiten Weltmeisterschaft 1996 in Edmonton Vize-Weltmeister hinter Todd Eldredge. Kuliks größter Triumph aber kam bei seinen ersten Olympischen Spielen 1998 in Nagano. Dort gewann er die Goldmedaille und beendete gleich danach im Alter von 20 Jahren seine Amateurkarriere. Im Anschluss daran trat er in Stars on Ice und zahlreichen anderen Shows in der ganzen Welt auf. Im Jahr 2000 spielte er die Rolle des Balletttänzers Sergei im Film Center Stage von Nicholas Hytner.
Kulik ist seit 2002 mit der Olympiasiegerin im Paarlaufen Jekaterina Gordejewa verheiratet und hat mit ihr eine Tochter (geboren 2001). Er lebt heute mit seiner Tochter, seiner Frau und deren Tochter aus der Ehe mit dem verstorbenen Sergei Grinkow in Newport Beach, Kalifornien.

## Ergebnisse
| Wettbewerb / Saison         | 1992/93 | 1993/94 | 1994/95 | 1995/96 | 1996/97 | 1997/98 |
| --------------------------- | ------- | ------- | ------- | ------- | ------- | ------- |
| Olympische Winterspiele     |         |         |         |         |         | 1.      |
| Weltmeisterschaften         |         |         | 9.      | 2.      | 5.      |         |
| Europameisterschaften       |         |         | 1.      | 3.      | 4.      |         |
| Grand-Prix-Finale           |         |         |         | 4.      | 4.      | 1.      |
| Juniorenweltmeisterschaften | 3.      | 11.     | 1.      |         |         |         |
| Russische Meisterschaften   |         |         | 2.      | 2.      | 1.      | 1.      |